# ناحیه سنت‌رز، شهرستان کلینتون، ایلینوی
ناحیه سنت‌رز، شهرستان کلینتون، ایلینوی (به انگلیسی: Saint Rose Township) یک منطقهٔ مسکونی در ایالات متحده آمریکا است که در شهرستان کلینتون، ایلینوی واقع شده‌است. ناحیه سنت‌رز ۱٬۴۲۲ نفر جمعیت دارد و ۱۵۱ متر بالاتر از سطح دریا واقع شده‌است.